# UFC 179
UFC 179: Aldo vs. Mendes 2 — событие организации смешанных боевых искусств Ultimate Fighting Championship, которое прошло 25 октября 2014 года в спортивном комплексе Мараканазинью в Рио-де-Жанейро.

## Положение до турнира
Главным поединком вечера стал поединок-реванш за титул чемпиона UFC в полулёгком весе между действующим чемпионом Жозе Алду и американским бойцом Чедом Мендесом. Их первый поединок также проходил в Рио-де-Жанейро, тогда он завершился нокаутом в первом раунде в пользу бразильца. Первоначально их бой должен был состояться 2 августа 2014 года на UFC 176. Позже выяснилось, что Алду снимается с поединка по причине травмы шеи, полученной во время тренировки.
Возможным оппонентом Лукаса Мартинса мог стать Джереми Стивенс. Однако после объявления поединка менеджер Стивенса сообщил, что он не имел намерения участвовать в бою. Вместо него Мартинс встретился с Дарреном Элкинсом. Первоначально Фабрисиу Камоэнс должен был встретиться с Джошем Шокли. Позже, ссылаясь на травму, Шокли был заменен Тони Мартином. Бенеил Дариюш должен был драться с бразильцем Аланом Патриком, однако Патрик вынужден был сняться с турнира из-за травмы челюсти, полученной на тренировке, и его заменил Карлус Диегу Феррейра.
Во время процедуры взвешивания три бойца не уложились в положенные весовые категории: Скотт Йоргенсен, Фабрисиу Камоэнс и Тони Мартин. Ни у кого из них не было возможности скинуть вес, поэтому все трое были переквалифицированы в промежуточные веса. Джоргенсен был оштрафован на 20 % своего гонорара, в свою очередь Фабрисиу Камоэнс и Тони Мартин избежали штрафа, так как должны были встретиться в бою друг с другом.

## Результаты
| Категория                            |                 |                       | Способ                                     | Раунд | Время |
| Основные бои                         |                 |                       |                                            |       |       |
| Полулёгкий веc                       | Жозе Алду       | Чед Мендес            | Единогласное решение (49-46, 49-46, 49-46) | 5     | 5:00  |
| Полутяжёлый вес                      | Фил Дэвис       | Гловер Тейшейра       | Единогласное решение (30-27, 30-27, 30-27) | 3     | 5:00  |
| Полутяжёлый вес                      | Фабиу Малдонаду | Ханс Стрингер         | Технический нокаут (удары)                 | 2     | 4:06  |
| Полулёгкий веc                       | Даррен Элкинс   | Лукас Мартинс         | Раздельное решение (27-30, 30-27, 30-27)   | 3     | 5:00  |
| Лёгкий вес                           | Бенеил Дариюш   | Карлус Диегу Феррейра | Единогласное решение (30-27, 30-27, 30-27) | 2     | 2:21  |
| Предварительные бои (Fox Sports 1)   |                 |                       |                                            |       |       |
| Полусредний вес                      | Нил Магни       | Вилиам Макариу        | Технический нокаут (удары)                 | 3     | 2:40  |
| Лёгкий вес                           | Ян Кабрал       | Наоюки Котани         | Удушающий приём (сзади)                    | 2     | 3:06  |
| Промежуточный вес (58 кг)            | Вилсон Рейс     | Скотт Йоргенсен       | Удушающий приём (треугольник руками)       | 1     | 3:28  |
| Полулёгкий вес                       | Андре Фили      | Фелипи Арантис        | Единогласное решение (29-28, 29-28, 29-28) | 3     | 5:00  |
| Предварительные бои (UFC Fight Pass) |                 |                       |                                            |       |       |
| Лёгкий вес                           | Гилберт Бёрнс   | Христос Гиагос        | Болевой приём (рычаг локтя)                | 1     | 4:57  |
| Промежуточный вес (71 кг)            | Тони Мартин     | Фабрисиу Камоэнс      | Болевой приём (кимура)                     | 1     | 4:16  |

## Награды
Следующие бойцы получили бонусные выплаты в размере $50 000:
- Лучший бой вечера: Жозе Алду против Чеда Мендеса

- Выступление вечера: Фабиу Малдонаду и Гилберт Бёрнс